# Николай II Мекленбургский
Николай (Никлот) II (нем. Nikolaus II.; до 1180 — 28 сентября 1225) — князь Мекленбурга, правил в 1219—1225 в Гадебуше.
Сын Генриха Борвина I и его жены Матильды (Мехтильды) Брауншвейгской — внебрачной дочери герцога Генриха Льва.
В 1219 (или 1218) году получил от отца в управление удельное княжество с центром в городе Гадебуш.
Погиб 28 сентября 1225 года при обрушении своего ветхого замка в Гадебуше (упал с большой высоты).
О жене и детях сведений нет.